# 2 Become 1
"2 Become 1" em português 2 se tornam 1 é uma canção do girl group britânico Spice Girls. Foi co-escrito pelas integrantes do conjunto, juntamente com Matt Rowe e Richard Stannard durante a primeira sessão profissional de composição do grupo, foi produzido por Rowe e Stannard para o álbum de estréia das meninas, Spice (1996). Foi inspirado pelo relacionamento especial que se desenvolveu entre Geri Halliwell e Rowe durante a sessão de gravação.
"2 Torne-se 1" é uma balada pop, que possui instrumentação de uma guitarra, um teclado eletrônico e instrumentos de cordas. A letra centra-se na ligação de dois namorados e também aborda a importância da prevenção. O videoclipe apresenta o grupo em frente ao  Times Square em Nova Iorque, em time-lapse, foi completamente disparado contra uma tela verde em um estúdio em Londres. O cenário ao fundo foi posteriormente sobreposto.
Lançado como terceiro single do grupo em 16 de dezembro de 1996, foi em sua maioria bem recebido pelos críticos de música e foi um sucesso comercial. Ele liderou o UK Singles Chart por três semanas, tornando-se o terceiro campeão consecutivo do grupo, seu segundo single mais vendido em milhões e seu primeiro single número um de Natal no Reino Unido. Em julho de 1997, a música foi lançada nos Estados Unidos, atingindo o número 4 no Billboard Hot 100 e recebendo uma certificação de ouro pela Recording Industry Association of America (RIAA). Realizou o mesmo de forma similar internacional, atingindo o pico dentro dos dez primeiros na maioria das paradas em que entrou. A canção foi nomeada "Canção do Ano" no ASCAP London Music Awards.

## Antecedentes
Em dezembro de 1994, as Spice Girls persuadiram seus ex-empresários, equipe de pai e filho Bob e Chris Herbert, a montar uma apresentação das garotas, para empresários de gravadoras, produtores da A&R nos Studios Nomis em Shepherd's Bush, Londres. O produtor Richard Stannard foi originalmente no estúdio para conhecer a estrela pop Jason Donovan, mas ele acabou parando para prestar atenção no ensaio do grupo, depois de ouvir Melanie Brown, quando ela foi atacando pelo corredor. Stannard lembra:

Mais do que tudo, elas apenas me fizeram rir. Eu não podia acreditar que eu tinha caminhado para esta situação. Você não se importou se estivessem no tempo com os passos de dança ou se alguém estava acima do peso ou uma não era tão boa quanto as outros. Era algo amais. Isso apenas fez elas se sentirem feliz. Como grandes artistas pop.

Stannard ficou depois que todos terminaram de assistir a apresentação para conversar com o grupo, e então ele relatou ao seu compositor, Matt Rowe, que ele havia encontrado o grupo pop de seus sonhos. Em janeiro de 1995, Chris Herbert reservou a primeira sessão de composição do grupo com os produtores do Strongroom em Curtain Road, East London. Rowe lembra-se de se sentir de forma semelhante a Stannard, quando conheceu o grupo: "Eu as amo. Imediatamente quando as vi. [...] Eles eram diferente de tudo que eu conheci antes", realmente. A gravação foi produtiva, à medida que a dupla parecia se dar bem com o grupo, juntos discutiram sobre o processo de composição e o que eles queriam fazer com o disco. Em sua autobiografia, Brown lembrou que a dupla compreendeu instintivamente seu ponto de vista e sabia como incorporar "o espírito de cinco garotas altas, em uma grande música pop".

## Escrita e composição
"É basicamente uma música de amor, mas tem uma mensagem, certifique-se de colocar o preservativo se você estiver fazendo sexo. Todos pensamos que isso é muito importante!."

—Melanie Chisholm falando sobre o tema da canção.
"2 Become 1" foi co-escrito pelas Spice Girls, juntamente com os parceiros Richard Stannard e Matthew Rowe. Stannard e Rowe também co-produziram a faixa. Depois de escrever mais canções baseadas em dance uptempo, como "Wannabe", o grupo e os dois produtores decidiram escrever uma balada lenta. Mas, à medida que o grupo estava escrevendo a música, elas perceberam que era um pouco complicado, então foi decidido abordar a importância do contraceptivo nas letras: "Seja um pouco mais esperto querido. Coloque-o, coloque-o".
A música foi inspirada pelo "relacionamento especial" que se desenvolveu entre Geri Halliwell e Rowe. Brown insinuou esse desenvolvimento em sua autobiografia, comentando: "Quando ele [Rowe] e Geri começaram a olhar um para o outro, eu sabia o que estava acontecendo, mesmo que eles negassem. Eu sabia que eles também eram bons para isso ser um segredo para mim." Stannard comentou sobre o carinho entre Halliwell e Rowe:" Eu não quero entrar no lado das coisas. Eles estavam muito próximos. E eu acho que a letra em "2 Become 1" veio a partir disso, especialmente o primeiro verso, que eles escreveram juntos".

### Versão em espanhol
O grupo gravou uma versão em espanhol da música, escrita por elas, Rowe, Stannard e N. Maño. O título era "2 Torne-se 1" (Versão Espanhola), embora o título seja traduzido vagamente em uma letra da música, "Seremos Uno Los Dos". Foi lançado como a décima primeira faixa do álbum de estreia, Spice, na América Latina, África do Sul, em uma reedição especial do álbum na Espanha, e como uma das faixas do "2 Torne-se 1" maxi-single no EUA. Uma edição em "Spanglish", que contem versos misturados de língua inglesa e espanhola foi criada por DJ Mike Rizzo e diretor de produção Bill Schultz para a rádio WKTU, com sede em Nova York.

## Composição
"2 Become 1" é uma balada pop, escrito na nota de Fá sustenido maior; Está definido na assinatura de tempo comum e se move em um ritmo lento de 72 batimentos por minuto. A música é construída em uma forma de verso-refrão, e sua instrumentação vem de uma guitarra, um teclado eletrônico e instrumentos de corda. A música abre com uma introdução instrumental, com uma progressão de acordes de E ♭ m add9-D ♭ / F-G ♭ -A ♭ m7 sus4, que também é usado durante a primeira parte dos versos. As duas últimas partes das letras de cada verso alteram a progressão para C ♭ -B ♭ m7-A ♭ m7-D ♭ 11, e muda novamente durante cada refrão para G ♭ -D ♭ -C ♭ -D ♭. Ele fecha com uma string outro que usa a progressão de acordes F ♭ -G ♭ -B ♭♭ -C ♭, que é arranjado pelo compositor escocês Craig Armstrong.
Em 1995, as Spice Girls gravaram a versão demo de 2 Become 1. Os três primeiros versos cantados por Chisholm, Beckham e Bunton, respectivamente. Os três primeiros versos foram cantados por Chisholm, Halliwell e Bunton, respectivamente. O verso final foi cantada por Bunton e as pontes cantadas por Brown. Nas versões finais da música, Brown cantou o segundo verso em vez de Beckham por razões desconhecidas. A primeira e a terceira partes do coro são cantadas por Bunton e Halliwell juntas e a segunda e quarta partes das letras são cantadas por Chisholm e Beckham.
A letra se concentra em como a ligação de dois namorados pode se tornar tão forte que se tornam praticamente uma só pessoa, através do ato de relações sexuais. Além das conotações sexuais, há uma "subentendência aspiracional" para as letras e, como muitas de suas músicas subsequentes, o desejo está explicitamente ligado à ambição: "Libere sua mente de dúvida e perigo / Seja honesto, não seja estranho / Nós podemos conseguir / nós podemos conseguir".
Duas versões diferentes da música, cada uma com letras diferentes, foram gravadas: na versão do álbum, a segunda parte do segundo verso, "Qualquer acordo que nos esforçamos / Meninos e meninas se sentem bem juntos", foi alterado no versão single, para: "Qualquer acordo que fizermos / o Amor nos trará de volta juntos". Victoria Beckham canta na versão single, enquanto Halliwell canta na versão do álbum, depois que Halliwell confessou que teve dificuldade em cantar essa nota em particular. A versão single aparece no clipe, e no palco as meninas sempre cantaram a versão single, antes e depois da saída de Halliwell.

## Lançamento e formatos
"2 Become 1" foi lançado no Reino Unido em 16 de dezembro de 1996, em três versões singles. O primeiro, um maxi single, que incluiu a versão single da faixa, uma tomada orquestra, o remix de "Wannabe" de Junior Vasquez e "One of These Girls", uma música escrita pelo grupo com Paul Wilson e Andy Watkins, Os compositores e duo de produção conhecido como Absolut. A segunda versão foi o pacote especial de Natal, um CD padrão em uma caixa de papelão que incluiu um cartão postal, assinado com uma mensagem de Natal do grupo. Esta versão continha a versão single, o remix de Dave Way, e sua própria versão do "Sleigh Ride" de Leroy Anderson. A terceira versão era uma cassette single de duas faixas, com a versão single e a reprodução orquestral da música. A mesma listagem de faixas também foi usada para o lançamento do CD single europeu.

## Resposta da crítica
A música foi em sua maioria bem recebida por críticos de música. Em uma revisão do álbum de estréia do grupo, Spice, Dev Sherlock do Yahoo! Music Radio, chamou a canção de "brilhante balada que faria Mariah Carey, orgulhosa". Whitney Pastorek do Entertainment Weekly, disse que a música é "muito lenta, e as letras parecem ter sido escritas por um unicórnio sobre sexo seguro", acrescentando que "é quase impossível identificar as Spice Girls individualmente, pelas suas vozes aqui". Larry Flick, da revista Billboard, disse que "elas são surpreendentemente aptas a tecer imagens quentes e românticas, sobre uma doce melodia", acrescentando que "[Todos] se encantarão com o arranjo da faixa, de harmonias suaves e delicadas e riffs de guitarra acústica". O Christopher John Farley, da revista Time, a chamou de "uma balada adormecida [...] [que] parece projetada para divertir, excitar e engordar".
Stephen Thomas Erlewine do Allmusic, chamou a música de "uma perfeita confecção de adult contemporary". Greg Kot, do Chicago Tribune, disse que seu primeiro álbum "é um compêndio de urban pop de segunda mão, abrangendo [...] sintetizadores de G-funk em "Say You'll Be There" [...] e a guitarra e as cordas de Babyface e a balada "2 Become 1". Em uma revisão do álbum de compilação do grupo Greatest Hits em 2007, Talia Kraines da BBC Music chamou a canção de "brilhante", acrescentando que "apenas um coração frio pode deixar de amar o primeiro #1 natalino do grupo". Nick Levine, do Digital Spy, disse que as músicas mais lentas do grupo eram "provavelmente o seu terno mais forte", e pensou que "'2 Become 1' consegue combinar todos os elementos da balada de Natal, perfeita com um toque de elegância, uma pitada de romance, um sopa de sensualidade e uma generosa roção de brilho e ainda encontra tempo para uma mensagem sobre sexo seguro".

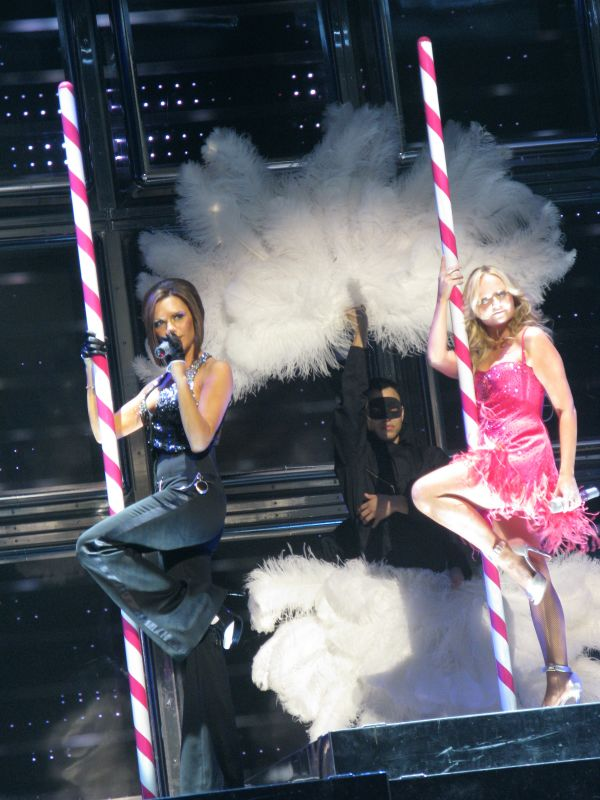
Victoria Beckham e Emma Bunton em Las Vegas, Nevada, em 11 de dezembro de 2007, performando "2 Become 1".

### Performance comercial
"2 Become 1" originalmente seria lançado no Reino Unido em 9 de dezembro de 1996, mas a data do lançamento foi adiada para permitir que o "Knockin' on Heaven's Door" do Dunblane, um tributo às crianças mortas na "Escola Primária Dunblane" na Escócia, ficasse no topo do UK Singles Chart. O single foi lançado na próxima semana, estreando no topo, tornando-se o terceiro número 1 do grupo e seu primeiro número um no Natal, no Reino Unido. Ele vendeu 209 mil cópias, nos primeiros três dias de lançamento e 462,000 na primeira semana, tornando-se o décimo mais vendido do ano. "2 Become 1" vendeu 1,14 milhões de cópias no total, dando às Spice Girls o segundo e último single a vender um milhão de cópias, no Reino Unido.
Na Irlanda, "2 Become 1" foi o segundo número um do grupo, e o primeiros a estrear no topo do  Irish Singles Chart. Ele ficou na posição superior por seis semanas, e tornou-se seu primeiro número um de Natal, no seu país. "2 Become 1" atingiu o número 3 no Eurochart Hot 100, e repetiu de forma similar o desempenho em todo o resto da Europa, liderando a parada de singles na Espanha, atingindo o pico dentro dos dez melhores na Áustria, Dinamarca, Finlândia, França, Itália, Holanda, Noruega, Suécia e Suíça, e dentro dos quinze primeiros na Bélgica e na Alemanha. Também foi comercialmente bem sucedido na Austrália e Nova Zelândia, atingindo o pico dentro dos três primeiros, em ambos os países.
Em julho de 1997, "2 Become 1" estreou no quadro de singles da RPM canadense, no número 87, atingiu o n.° 3, na quinta e terminou no n. ° 25 no gráfico do final do ano. No gráfico contemporâneo para adultos, atingiu o ponto 4, e terminou no número 27, na tabela de final de ano. Nos Estados Unidos, a música estreou em 16 de agosto de 1997 no n.° 6, atingindo o pico de n.° 4 na quarta semana, tornando-se o terceiro maior consecutivo do grupo no país. A música alcançou o número 6, na parada da Hot 100 Airplay e no número 8 na parada da Hot 100 Singles Sales, vendendo 700.000 cópias a partir de dezembro de 1997. Chegou ao número quatro do Mainstream Top 40 e teve um sucesso crítico, atingindo quatro pontos no Rhythmic Top 40 e às oito na parada Adult Contemporary chart.No Brasil a música foi a número 5 entre as mais tocadas na rádio em 1997 

## Videoclipe

As Spice Girls gravaram em Nova York, com carros em movimento rápido e luzes multicoloridas em torno delas.

O videoclipe de "2 Become 1" foi dirigido nos dias 5 a 6 de novembro de 1996, em uma rodada de dois dias localizado em um estúdio em Old Compton Street, Londres. O diretor Stephen Keith-Roach, que trabalhou em outros vídeos musicais, como "Virtual Insanity" de Jamiroquai e "Discothèque" do U2, foi responsável pela fotografia. A filmagem envolveu o grupo vestido em casacos de inverno, vagando pelo estúdio contra uma tela verde, intercalado com ângulos de câmera de perto, de modo que o pano de fundo poderia ser sobreposto mais tarde. Para alcançar o efeito do vento soprando lentamente através do  cabelos das garotas, o grupo foi obrigado a dublar a música em tempo duplo, enquanto máquinas de vento estavam sobre eles.
O videoclipe apresenta o grupo em Times Square, na cidade de Nova Iorque, com carros em movimento acelerado, que aparecem em torno de luzes multicoloridas, aparecendo em vários lugares ao redor da cidade, sozinhos, com uma ou outra integrante separadas ou como um quinteto. O vídeo é intercalado com cenas dos namorados que experimentam momentos de união e se fecha com um Vaga-lume vagando pelas ruas. Tal cena, de acordo com o primeiro livro oficial do grupo, Girl Power!, deu-lhes uma mordaça durante toda a cena: "Sempre que alguém cometeu um erro, era "Vaga-lume". Às vezes, a cena do encerramento não seria exibida na televisão, devido à queda instrumental na música, que dura 40 segundos.
No mesmo livro, Victoria Beckham escreveu sobre o lançamento: "Eu acho que "2 Become 1" é o meu clipe favorito. [...] Foi realmente diferente dos outros clipes, totalmente filmnado no estúdio, com alta tecnologia e cargas de efeitos especiais. Era realmente estranho ter que cantar de forma apaixonante para câmera, estava sentindo uma certa vergonha, de está na frente de todas aquelas pessoas cantando "quero fazer amor com você querido".

## Performances ao vivo

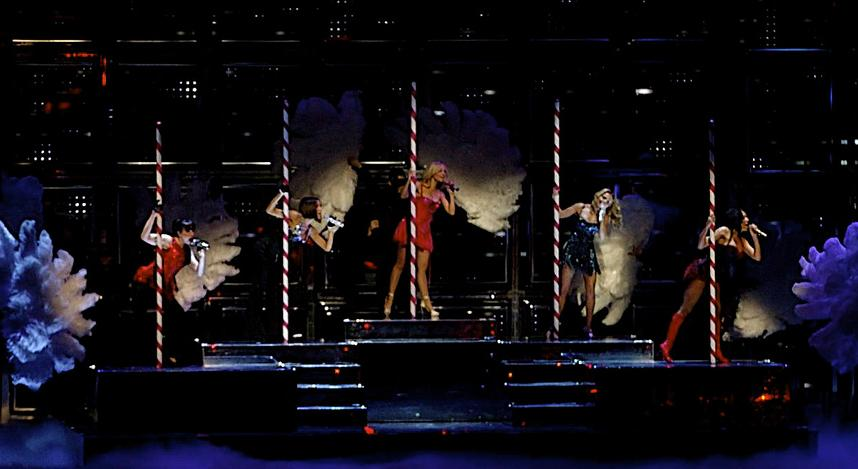
The Spice Girls performando "2 Become 1" no Air Canada Centre em Toronto, Ontário, Canadá, durante a turnê the Return of the Spice Girls.

A música foi cantada muitas vezes na televisão, incluindo o Bravo Supershow, GMTV, Noel's House Party e Top of the Pops. Em outubro de 1997, o grupo cantou "2 Become 1" como a oitava canção do seu primeiro concerto ao vivo na Arena Abdi İpekçi, em Istambul, Turquia. A performance foi transmitida no Showtime em um evento pay-per-view intitulado Spice Girls in Concert Wild!, e foi posteriormente incluído na versão em VHS e DVD do Girl Power! Viver em Istambul. Em dezembro de 2007, o grupo cantou a música no final da quinta temporada do programa de televisão britânico Strictly Come Dancing. Eles usavam vestidos que se arrastava no chão e usavam microfones cobertos de brilho, enquanto os dançarinos faziam uma coreografia na frente delas.
As Spice Girls tocaram a música em suas três turnês, Spiceworld Tour, Christmas in Spiceworld Tour e The Return of the Spice Girls. Após a saída de Halliwell em 1998, Bunton cantou a primeira e terceira parte do refrão sozinho, durante a Spiceworld Tour, mas no Natal da turnê Spiceworld Tour, Beckham substituiu Halliwell, durante a primeira e terceira parte do refrão junto com Bunton, enquanto Brown substituiu Beckham durante as segunda e quarta parte do refrão, junto com Chisholm. A performance no último show da Spiceworld Tour, pode ser encontrada no DVD: Spice Girls Live at Wembley Stadium, filmado em Londres, em 20 de setembro de 1998. Para a turnê Return of the Spice Girls, o grupo cantou durante o segundo bloco do show.

## Covers e regravações
"2 Become 1" foi regravado em álbuns e performances ao vivo. Em 1998, The Countdown Singers re-gravou uma versão semelhante ao som da música para o seu álbum Today's Love Songs. Lester Bowie's Brass Fantasy fez um cover de jazz instrumental para o álbum de 1999 The Odyssey of Funk & Popular Music. O guitarrista americano Paul Gilbert regravou a música para o seu quarto álbum Alligator Farm. Wildside gravou uma versão dance para o álbum de 1997 Mega Hits Dance Party Vol. 1, e mais tarde foi incluído no álbum de 2005 Let's Hear It em homenagem aos anos 90. O cantor filipino de bossa nova, Sitti Navarro, gravou um cover da música para o seu segundo álbum My Bossa Nova. Durante sua carreira solo, Emma Bunton realizou covers ao vivo da música, em programas de televisão como CD:UK e Pop World, e também foi incluída como parte de sua set-list para o Pepsi Silver Clef Concert. Ela interpretou a música como um dueto, duas vezes com sua ex-colega de banda Melanie C em 9 de novembro de 2013, como parte do Oxford Street Lights Switch On e em 11 de janeiro de 2014 para o Athletic's Forty. Olly Alexander da banda Years & Years cantou a música com a convidada especial Melanie C, em um evento de caridade na London Union Chapel. Em dezembro de 2016, Melanie C interpretou a música com a ex-colega Victoria Beckham no show de véspera de ano novo. Ela também realizou a música sozinha para uma apresentação ao vivo na BBC Radio, 2 em janeiro de 2017.

## Faixas e Formatos
Estes são os formatos e faixas dos principais singles lançados de "2 Become 1".
| - CD1 Britânico / CD Australiano / CD Brasileiro / CD Europeu / CD Sul-Africano 1. "2 Become 1" (versão single) – 4:05 2. "2 Become 1" (versão orquestral) – 4:05 3. "One of These Girls" – 3:33 4. "Wannabe" (Junior Vasquez Remix Edit) – 5:57 - CD2 Britânico 1. "2 Become 1" (versão single) – 4:05 2. "2 Become 1" (Dave Way Remix) – 4:01 3. "Sleigh Ride" – 3:18 - CD europeu de 2 faixas / CD francês 1. "2 Become 1" (versão single) – 4:05 2. "2 Become 1" (versão orquestral) – 4:05 - CD japonês 1. "2 Become 1" (versão single) – 4:05 2. "2 Become 1" (versão orquestral) – 4:05 3. "One of These Girls" – 3:33 4. "Sleigh Ride" – 3:18 | - CD1 americano 1. "2 Become 1" (versão single) – 4:05 2. "One of These Girls" – 3:33 - CD2 americano 1. "2 Become 1" (versão single) – 4:05 2. "2 Become 1" (Dave Way Remix) – 4:01 3. "One of These Girls" – 3:33 4. "2 Become 1" (versão em espanhol) – 4:05 5. "2 Become 1" (versão orquestral) – 4:05 - Single de vinil espanhol de 12" 1. A1: "2 Become 1" (versão single) – 4:05 2. A2: "2 Become 1" (versão orquestral) – 4:05 3. B1: "Wannabe" (Junior Vasquez Remix Edição) – 5:57 4. B2: "One of These Girls" – 3:33 - Unidades de vinil britânicas de 12" 1. A1: "2 Become 1" (Dave Way Remix) – 4:01 2. B1: "Wannabe" (Junior Vasquez Remix Edição) – 5:57 3. B2: "Wannabe" (Junior Vasquez Gomix Dub) – 6:36 |

## Desempenho nas tabelas musicais
| Chart (1996–97)                           | Maior posição |
| ----------------------------------------- | ------------- |
| Alemanha (German Singles Chart)           | 13            |
| Austrália (Australian Singles Chart)      | 2             |
| Áustria (Austrian Singles Chart)          | 9             |
| Bélgica (Belgian Ultratop 50 (Flanders))  | 11            |
| Bélgica (Belgian Ultratop 40 (Wallonia))  | 5             |
| Canadá (Canadian RPM Singles Chart)       | 3             |
| Escócia (Scottish Singles Chart)          | 1             |
| Espanha (Spanish Singles Chart)           | 1             |
| EUA (Billboard Adult Contemporary)        | 8             |
| EUA (Billboard Hot 100)                   | 4             |
| EUA (Billboard Mainstream Top 40)         | 4             |
| Europa (European Hot 100 Singles)         | 3             |
| Finlândia (Finnish Singles Chart)         | 9             |
| França (French Singles Chart)             | 4             |
| Irlanda (Irish Singles Chart)             | 1             |
| Itália (Italian Singles Chart)            | 9             |
| Noruega (Norwegian Singles Chart)         | 3             |
| Nova Zelândia (New Zealand Singles Chart) | 3             |
| Países Baixos (Danish Singles Chart)      | 7             |
| Países Baixos (Dutch Top 40)              | 2             |
| Reino Unido (UK Singles Chart)            | 1             |
| Suécia (Swedish Singles Chart)            | 7             |
| Suíça (Swiss Singles Chart)               | 10            |

| Chart (1996)                               | Maior posição |
| ------------------------------------------ | ------------- |
| Reino Unido (UK Singles Chart)             | 5             |
| Chart (1997)                               | Maior posição |
| Alemanha (German Singles Chart)            | 72            |
| Austrália (Australian Singles Chart)       | 32            |
| Bélgica (Belgian Ultratop 50 (Flanders))   | 72            |
| Bélgica (Belgian Ultratop 40 (Wallonia))   | 65            |
| Canadá (Canadian RPM Singles Chart)        | 25            |
| EUA (Billboard Hot 100)                    | 35            |
| França (French Singles Chart)              | 41            |
| Itália (Italy Singles Chart)               | 73            |
| Países Baixos (Dutch Singles Charts)       | 85            |
| Países Baixos (Netherlands (Dutch Top 40)) | 42            |
| Suécia (Swedish Singles Chart)             | 96            |